# Devil's Pass
Devil's Pass (ursprungligen betitlad The Dyatlov Pass Incident) är en rysk-brittisk skräckfilm från 2013 i regi av Renny Harlin.

## Bakgrund
Filmen är baserad på olyckan vid Djatlovpasset som ägde rum i norra Uralbergen natten den 2 februari 1959. Filmens regissör Renny Harlin tillbringade tid i Moskva för att göra efterforskningar i stadens regeringsarkiv. Filminspelningen ägde rum i norra Ryssland.

## Rollista i urval
| Holly Goss           | – Holly King           |
| Matt Stokoe          | – Jensen Day           |
| Luke Albright        | – J. P. Hauser, Jr.    |
| Ryan Hawley          | – Andy Thatcher        |
| Gemma Atkinson       | – Denise Evers         |
| Nikolaj Butenin      | – Sergej               |
| Nelly Nielsen        | – Alya (som gammal)    |
| Valerija Fjodorovitj | – Alya (som ung vuxen) |